# Sesbania speciosa
Sesbania speciosa är en ärtväxtart som beskrevs av Paul Hermann Wilhelm Taubert. Sesbania speciosa ingår i släktet Sesbania och familjen ärtväxter. IUCN kategoriserar arten globalt som sårbar. Inga underarter finns listade i Catalogue of Life.